# Fetha Nagast
El Fetha Nagast (en Ge'ez: ፍትሐ ነገሥት; romanizado: fətḥa nägäśt, literalmente: Justicia de los reyes) es un código legal compilado alrededor de 1240 por el escritor cristiano copto egipcio Abu'l-Fada'il ibn al-Assal en árabe. Más tarde se tradujo al ge'ez en Etiopía y se amplió con numerosas leyes locales. Ibn al-Assal tomó sus leyes en parte de los escritos apostólicos y en parte de los códigos de leyes anteriores de los gobernantes bizantinos.

## Historia
La primera parte de este código legal trata principalmente de asuntos eclesiásticos, y describe la estructura de la jerarquía de la Iglesia, los sacramentos y otros asuntos. Fue compilado a partir de la Biblia, escritos de los primeros padres de la Iglesia, incluidos San Basilio y San Hipólito, y varios cánones adoptados en el Concilio de Nicea, el Concilio de Antioquía y otros.
La segunda parte, enfocada en cuestiones relativas a los laicos, como el derecho de familia, deuda y administración civil, también se basó en estas fuentes, pero se atribuye en gran parte a cuatro libros a los que se hace referencia como los cánones de los emperadores (en árabe Qawānīn al-mulūk). Varios eruditos han identificado estos libros como:
1. El Procheiron (también conocido como Procheiros Nomos), un código de ley bizantino promulgado por el emperador Basilio el macedonio entre 870 y 878;
2. La versión árabe de una obra comúnmente conocida como Libro de derecho siro-romano, originalmente escrita en griego alrededor del año 480;
3. La versión árabe de la Ecloga, otro código de derecho bizantino publicado por el emperador León III el Isauriano y su hijo en 726;
4. Preceptos del Antiguo Testamento, una colección de las leyes de la Torá con algunos comentarios cristianos.

### Traducción al ge'ez y uso etíope
Existen algunos registros históricos que afirman que este código de ley se tradujo a Ge'ez y entró en Etiopía alrededor de 1450 durante el reinado de Zara Yaqob. Sin embargo, su primer uso registrado en función de una constitución (ley suprema del país) es con Sarsa Dengel a partir de 1563.
Esta edición, atribuida a Petros Abda Sayd, es una traducción libre del original de Ibn al-Assal, e incluso diverge significativamente en algunos lugares donde Petros evidentemente tuvo algunas dificultades con el árabe. Los estudiosos han declarado que la primera sección (la ley eclesiástica) ya estaba en uso en Etiopía antes de este tiempo como parte de los Senodos, y que el título Fetha Negest, Leyes de los reyes, se refería a la segunda parte (laica), que era nueva en Etiopía.
El Fetha Negest siguió siendo oficialmente  ley suprema en Etiopía hasta 1931, cuando el emperador Haile Selassie I otorgó por primera vez una Constitución de estilo moderno. En 1930 ya se había introducido un código penal completamente modernizado. Anteriormente, en 1921, poco después de convertirse en regente, pero antes de ser coronado emperador, Haile Selassie I había ordenado que cesasen por completo ciertos castigos "crueles e inusuales" exigidos en el Fetha, como la amputación de manos por convicción de robo. Aunque el Código Penal etíope de 1930 reemplazó las disposiciones penales del Fetha Nagast, este último documento proporcionó el punto de partida para el código, junto con varios códigos penales europeos.

## Influencia
El código ha tenido una gran influencia en Etiopía. Ha sido un recurso educativo durante siglos y todavía es consultado en materia de derecho en la época actual. En 1960, cuando el gobierno promulgó el código civil de Etiopía, citó al Fetha Nagast como inspiración para la comisión de codificación.